# 科赫纳肯德 (拉钦)
39°37′56″N 46°42′11″E / 39.63222°N 46.70306°E
科赫纳肯德，阿塞拜疆共和国拉钦区的一个村庄。

## 历史
1990年代初，该村在第一次纳戈尔诺-卡拉巴赫战争中被亚美尼亚军队占领，属亞美尼亞控制的納戈爾諾-卡拉巴赫周邊地區。该村被宣布独立的纳戈尔诺-卡拉巴赫共和国（阿尔察赫共和国）划入舒沙区管辖，被称为“基尔萨万”（Քիրսավան）。
根据2020年納戈爾諾-卡拉巴赫停火協議，该村于2020年12月1日被归还给阿塞拜疆。